# Megazostrodon
Megazostrodon är ett utdött djursläkte som brukar räknas de absolut första däggdjuren. I själva verket brukar den dock inte räknas till dessa utan den med däggdjuren närbesläktade gruppen cynodontias undergrupp mammaliaformes. Megazostrodon levde under slutet av trias och början av jura. Fossil av släktet har påträffats i Sydafrika.
Djuret var litet omkring 10-12 centimeter lång och med en vikt av 20-30 gram. Den bar päls och hade relativt sett en stor hjärna i förhållnade till sin kroppsstorlek. Den hade en lång nos och stora ögon och morrhår och var troligen mestadels nattaktiv. Till skillnad från de flera reptiler hade Megazostrodon olika tandtyper i olika delar i munnen. Raka tänder fram, långa vassa hörntänder och molarer längre bak i käken. Käkenens uppbyggnad liknade dock mer den hos kräldjuren.